# Eros Riccio
Eros Riccio, Italijanski šahist, * 1. december 1977, Lucca, Italija. 
Je velemojster korespondenčnega šaha, podprvak Evrope, dobitnik bronaste medalje na šahovski olimpijadi z italijansko reprezentanco in svetovni prvak korespondenčnega šaha FICGS. Predvsem je prvak naprednega šaha in tudi avtor knjige šahovskih otvoritev z naslovom Sikanda.